# Duha

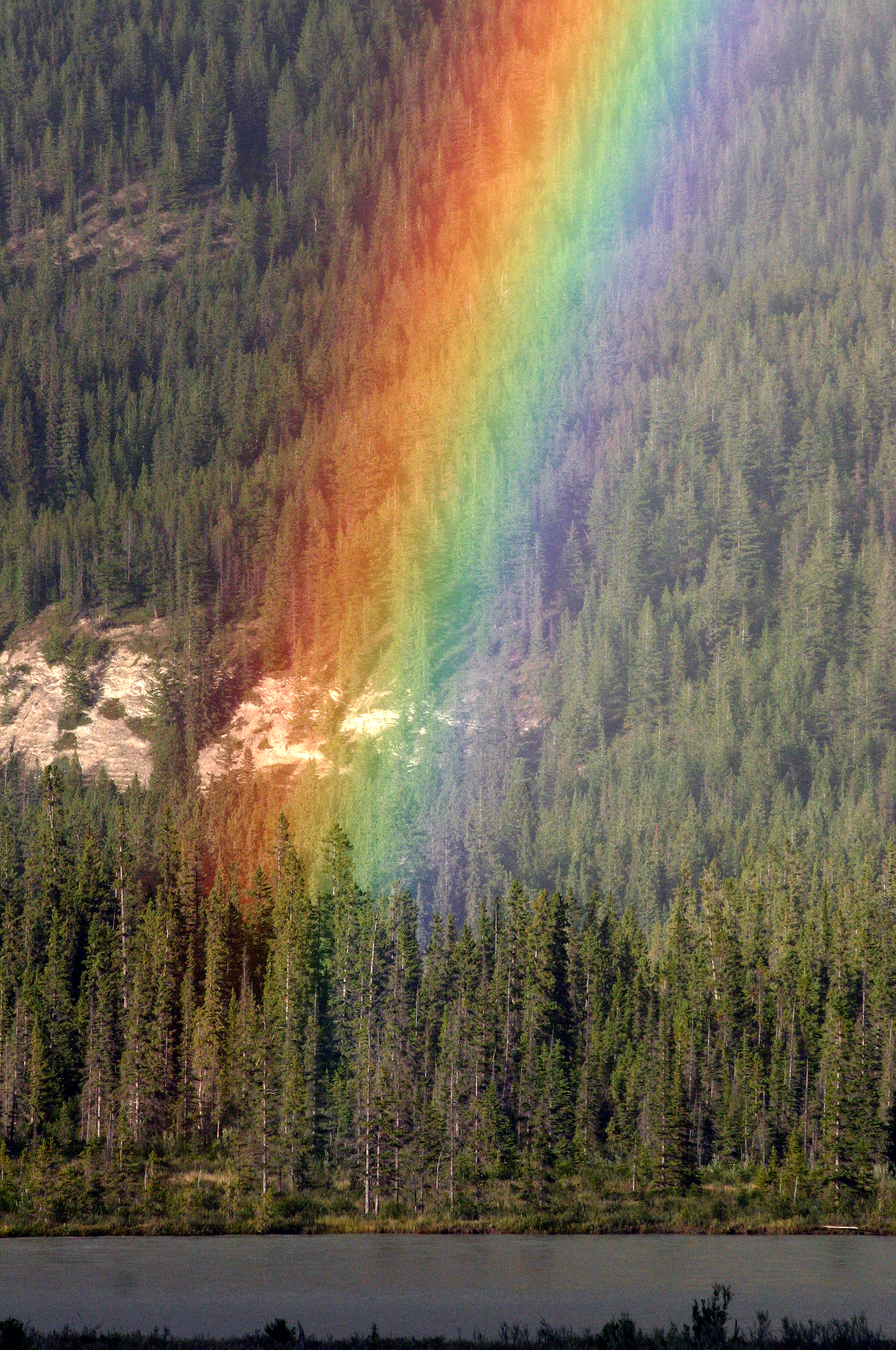
Konec duhy

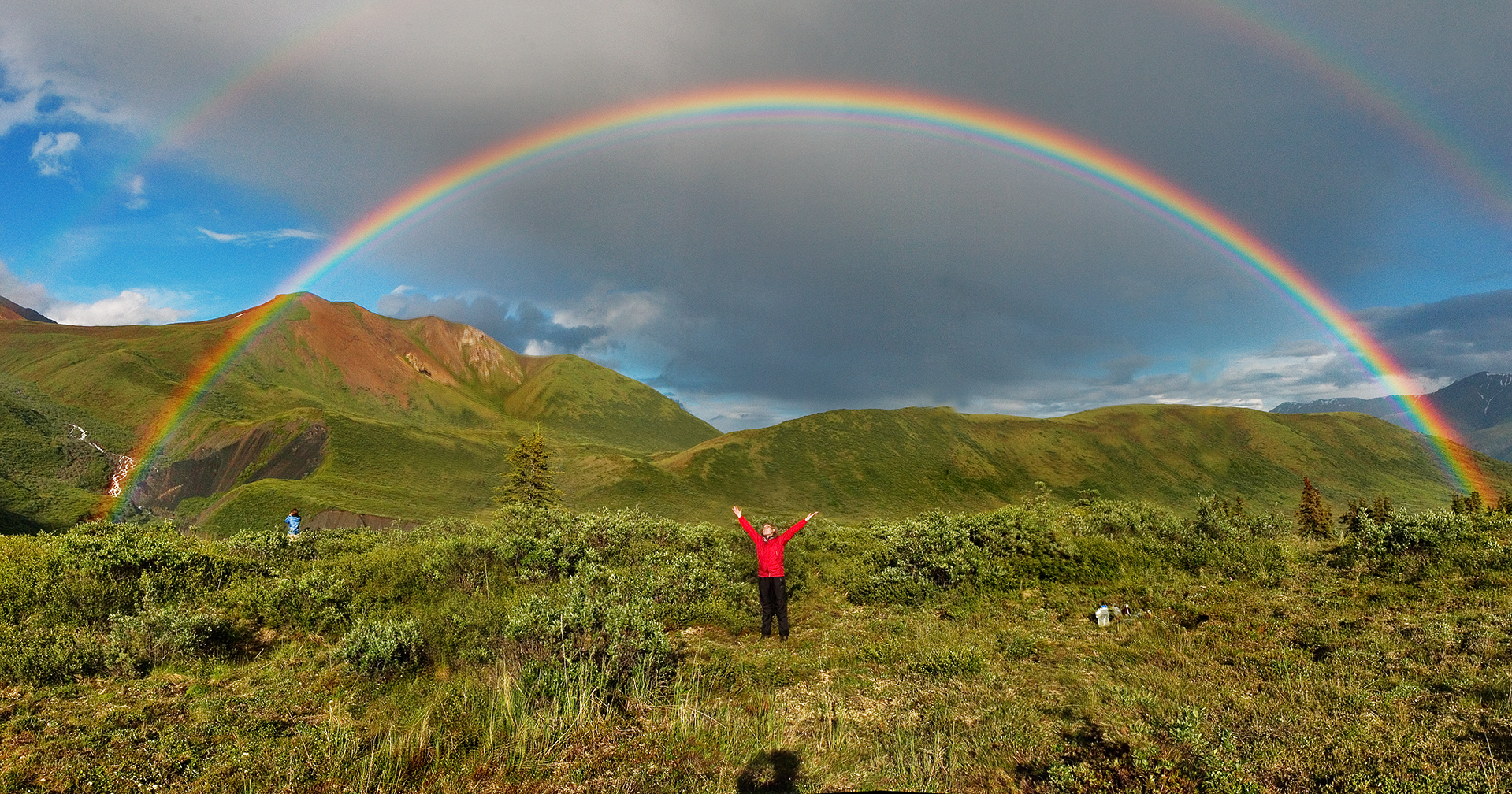
Dvojitá duha

Duha je fotometeor (optický úkaz), projevující se jako skupina soustředných barevných oblouků, které vznikají lomem a vnitřním odrazem slunečního nebo měsíčního světla na vodních kapkách v atmosféře. Podobný úkaz může vzniknout i v drobných ledových krystalech v atmosféře.

## Podstata vzniku

Rozklad, lom a jeden vnitřní odraz paprsku světla v kapce vody vedoucí ke vzniku duhy

Za deště nebo mlhy prochází světlo každou jednotlivou kapkou. Protože má voda větší index lomu než vzduch, světlo se v ní láme. Index lomu je různý pro různé vlnové délky světla a povrch kapky má tvar koule. Světlo se tedy na okrajích dešťových kapek rozkládá na jednotlivé barevné složky, které se odrážejí na vnitřní stěně a opouštějí pod různými úhly kapku. Kapky, které jsou ve stejné úhlové vzdálenosti od zdroje světla (Slunce či Měsíce), se pak jeví, jako by měly stejnou barvu. Proto má duha tvar kruhu, případně jeho části.
Vztah mezi úhlem dopadu, úhlem lomu, indexem lomu optického prostředí a rychlosti šíření elektromagnetického záření (světla) vyjadřuje Snellův zákon.

## Výzkum duhy
Aristoteles usoudil, že duha vzniká odrazem světla ve vodních kapkách. K podobnému závěru dospěl i Lucius Annaeus Seneca, který navíc upozornil na podobnost s jevem, kdy světlo prochází skrz skleněný hranol. Vědecky se duhu pokusil popsat slavný filozof Roger Bacon, který ale nedokázal vysvětlit její podstatu, pouze se mu podařilo určit úhel, pod kterým dopadají sluneční paprsky. O popis se neúspěšně pokusil i René Descartes v letech 1635–1637. První dochovaný vědecký popis podobající se dnešnímu vysvětlení pochází z roku 1611 ze spisu italského matematika Francesca Maurolyca. Největší zásluhu na vysvětlení duhy má v 17. století český fyzik a lékař Jan Marcus Marci, který ve spise Thaumantias, liber de arcu coelesti správně vysvětlil podstatu duhy lomem paprsků a dokázal jej experimentem s rozkladem světla na hranolu. Později ke stejnému závěru dospěl i Isaac Newton, který navíc dokázal rozložený paprsek znovu spojit do bílého světla.
Každý člověk si očima vybírá svou duhu. Duha je subjektivní vjem objektivní skutečnosti, která vůbec není duhou.
James Jeans, Nové základy přírodovědy

## Vlastnosti duhy
Velikost oblouku závisí na výšce slunce nad obzorem a výšce pozorovatele – pokud je slunce právě na horizontu, duha bude tvořit půlkruh; pokud je pozorovatel např. v balónu, může někdy spatřit duhu i jako celý uzavřený kruh. Duha je tím zřetelnější, čím větší jsou dešťové kapky. Úhlový poloměr duhy je přibližně 40°–42°. a fialové zbarvení je uvnitř kruhu, červené vně.

### Duhy vyšších řádů

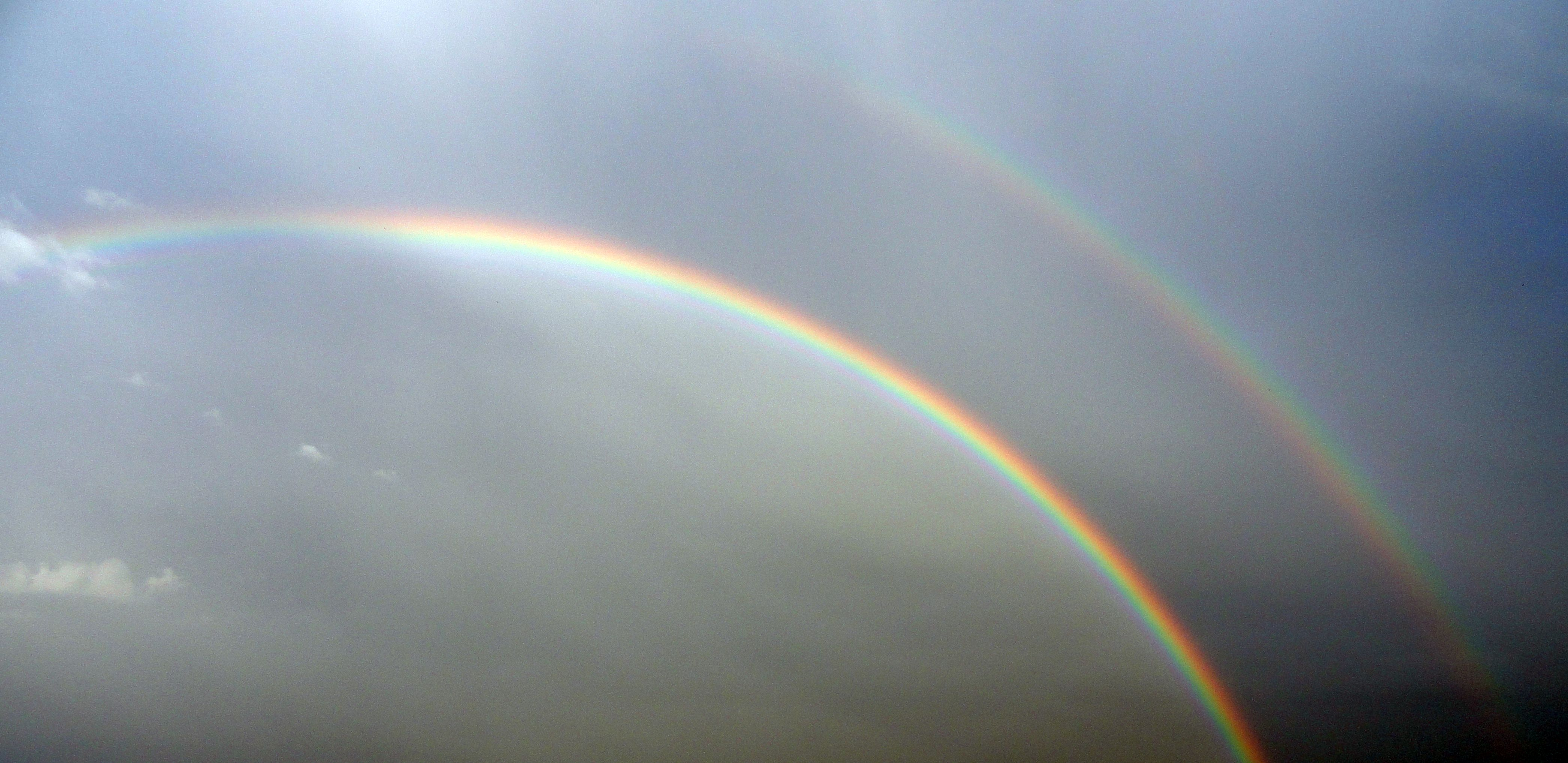
Dvojitá duha s temným Alexandrovým pásem

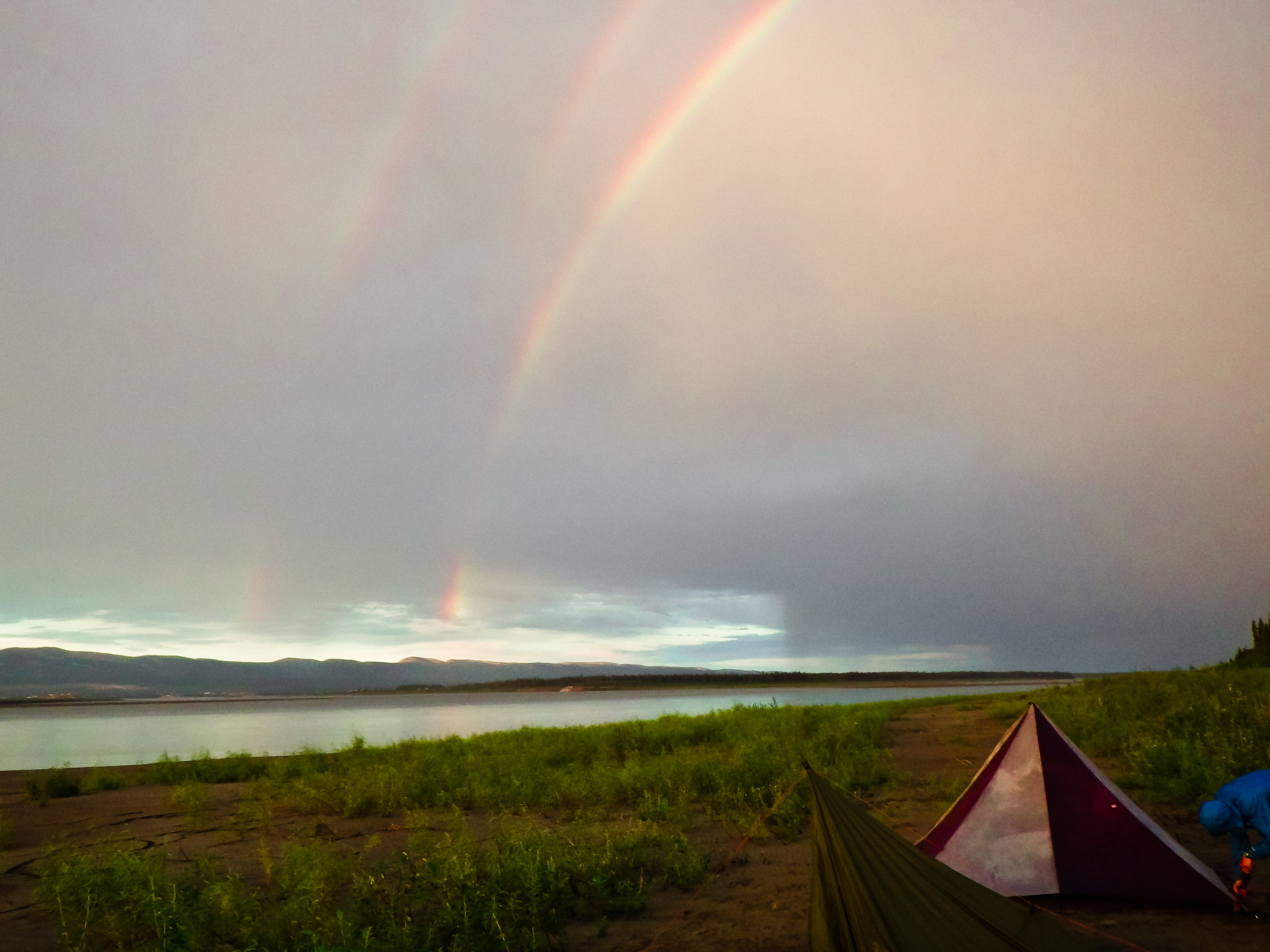
Duha prvního a druhého řádu. Duha mezi duhou prvního a druhého řádu je tzv. odrazová duha, která vznikla pomocí slunečních paprsků odražených na vodní hladině. Až poté paprsky projdou kapičkami a vytvoří duhový oblouk se středem nad středem původní duhy.

V dešťové kapce může dojít nejen k jednomu, ale k více odrazům světelného paprsku.
Při dvou vnitřních odrazech lze pozorovat druhou, tzv. sekundární duhu neboli vedlejší duhu. Hovoří se také o dvojité duze. Sekundární duha se objevuje nad první duhou (která se pak označuje jako primární nebo hlavní), tzn. má větší úhlový poloměr než primární duha (asi 50°–54°), a posloupnost barev v sekundární duze je opačná než v duze primární. Sekundární duha bývá také obvykle výrazně slabší než primární duha, protože je tvořena menším množstvím světla. 
Za vhodných podmínek lze pozorovat také třetí, tzv. terciární duhu nebo duhu třetího řádu či trojitou duhu. Terciární duha má větší úhlový poloměr než sekundární duha. Terciární duha bývá ještě méně výrazná než sekundární duha. Vyskytuje se v úhlové vzdálenosti přibližně 39°–43° kolem Slunce, takže i při vhodných podmínkách je značně odcloněna slunečním svitem. Čtvrtá duha by měla průměr 45° kolem Slunce, pátá by se vyskytovala opět na straně jako primární duha. Existují ale i vyšší řády duhy. Každá duha vysšího řádu obsahuje méně světla než předchozí řád, a proto jsou duhy třetího a vyšších řádů pozorovelné pouze velice obtížně, většinou za použití kvalitní digitální techniky a s nasledným zpracováním.
Ohybem světla v dešťových kapkách mohou na vnitřní straně hlavní duhy vznikat tzv. podružné duhové oblouky. Zpravidla jsou nejzřetelnější při vrcholu duhy, směrem k zemi se ztrácejí.

### Kruhová duha
Kruhová duha je halový jev, který vzniká lomem slunečního nebo měsíčního světla v drobných ledových krystalcích v atmosféře.

### Bílá duha
Termínem bílá duha se označuje duha, která má jen minimálně rozlišené jednotlivé barvy, takže vypadá jako bílý oblouk. Vzniká buď při dešti s kapkami různých velikostí, nebo lomem světla v mikroskopických kapičkách mlhy (mlžná duha).

### Červená duha

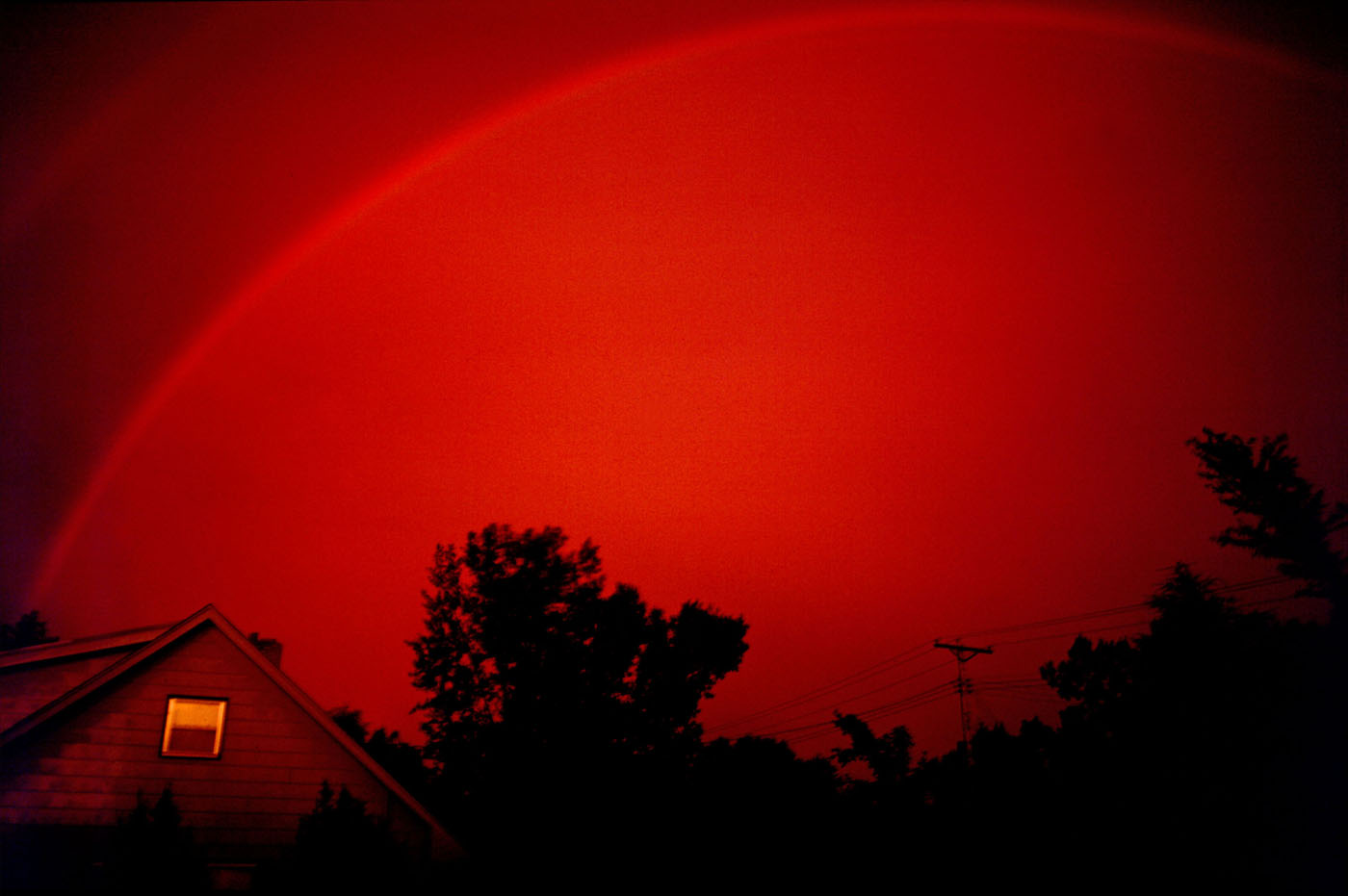
Červená duha u Minneapolisu v 1980

Červená duha je monochromatická duha, která vzniká při svítání či při západu Slunce, kdy v jejím světle převažuje červená barva.

### Měsíční duha
Měsíční duha vzniká lomem měsíčního světla na vodních kapkách. Jde o poměrně vzácný jev. Měsíční duha má nevýrazné spektrum, zpravidla má pouze bílou nebo nažloutlou barvu.

### Převrácená duha
Převrácená duha je ve skutečnosti tzv. cirkumzenitální oblouk, typ halového jevu vznikající ve výškách asi 10 kilometrů. K jejímu vzniku jsou zapotřebí ledové krystaly tvaru destičky. Sluneční (nebo měsíční) paprsky vstupují vrchní stranou krystalu a vychází vertikální boční stranou. Vzhledem k úhlu vycházejících paprsků (90°) jsou barvy tohoto halového jevu mnohem výraznější, než u klasické duhy vznikající na vodních kapkách.
Ve srovnání s běžnou duhou je převrácená duha relativně vzácným jevem a v zeměpisných šířkách České republiky bývá pozorována asi jednou ročně.

## Duha v umění

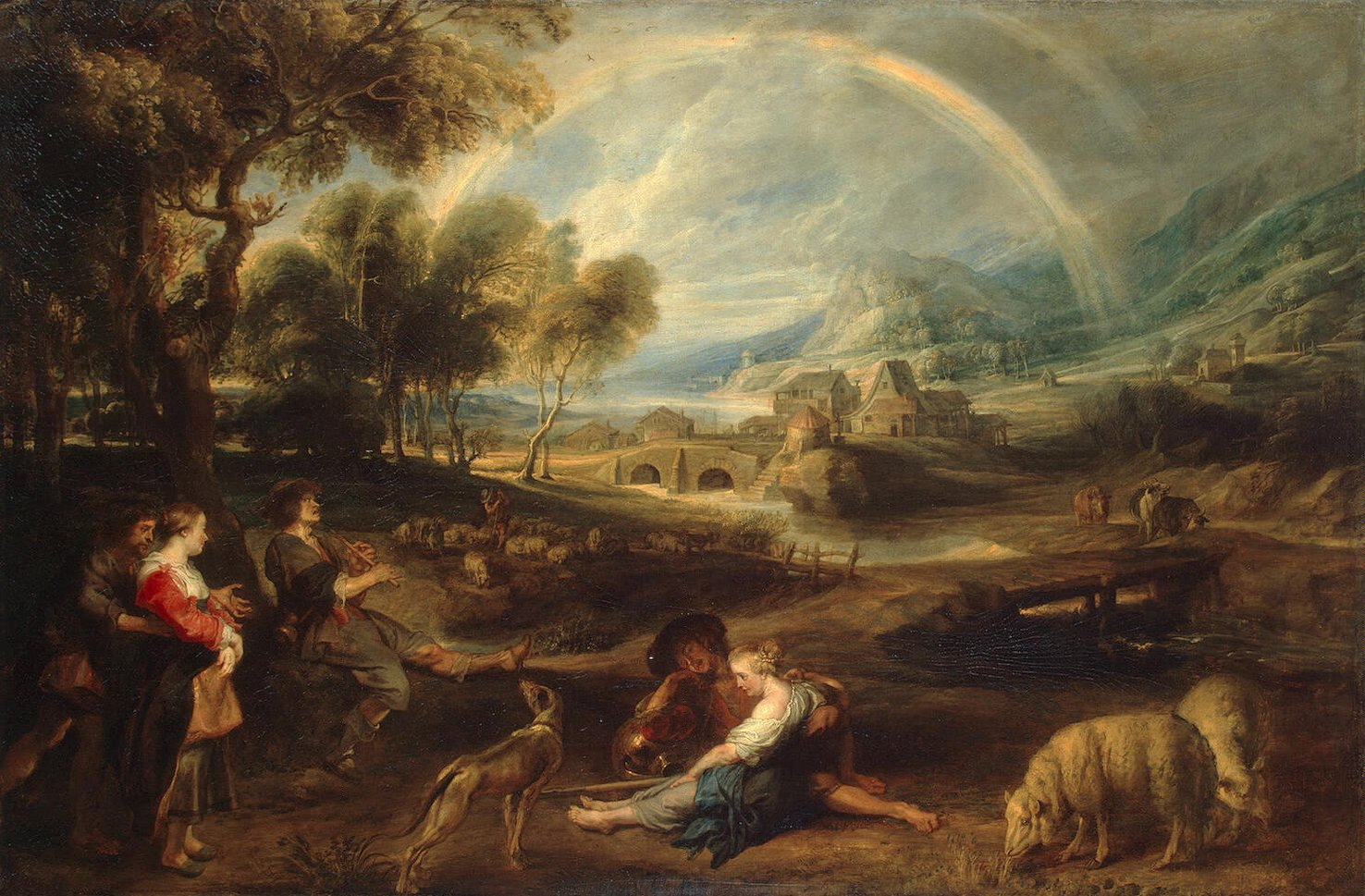
Peter Paul Rubens: Krajina s duhou, 1632–1635

Na olejovém plátně Constantina Brumidiho z roku 1866 s názvem Apoteóza George Washingtona je na tváři otce Ameriky výraz klidu. Pod ním se klene na obloze duha a obklopuje ho třináct dívek. Pod Washingtonem je ozbrojená Lady Liberty, která nedopustí pošlapávání práva a svobody z pravomoci králů a tyranů.
Na olejomalbě Johna Everetta Millaise Slepá dívka z roku 1856 je duha – jedna z přírodních krás, které nevidomá dívka nemůže zažít – užita ke zdůraznění patosu jejího osudu.
O uloupené duze vypráví pohádka Jak Rumcajs vysadil duhu na nebe.

## Duha v náboženství a mytologii

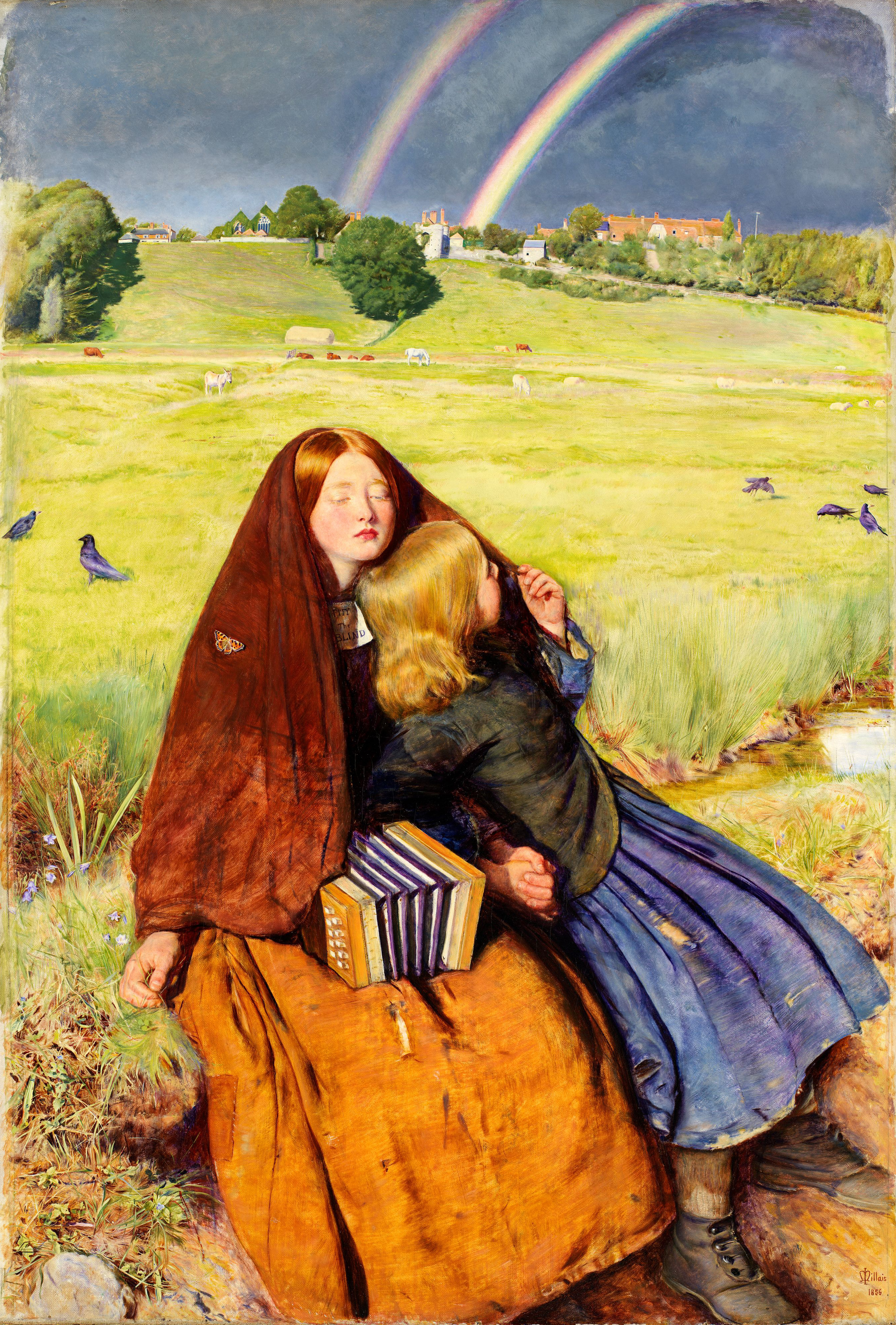
John Everett Millais: Slepá dívka, (1856)

Duha se stala součástí mytologií v celé historii. Norové ji vnímali jako Bifröst – most mezi nebem a zemí, židovsko-křesťanské tradice ji označovaly jako smlouvu s Bohem, že už nemůže povodní zničit svět. Různé kultury vnímají duhu jako zdroj představivosti. Symbolizuje most, posla, luk, nebo hada, duha jako symbol slouží po celá tisíciletí.
Lidé chtěli pochopit svět kolem nás a pochopit význam a původ života. Kultury vyvinuly systém víry a vysvětlovaly historii své existence.Také duha v tom hrála pro nás nepolapitelnou, nebeskou, kouzelnou tajuplnou část, která přesahovala po celém světě ve většině starověkých i moderních kulturách do systému víry.
| „ | Po celou dobu obydleného světa, ve všech časech a za všech okolností, vzkvétaly mýty člověka a byly životní inspirací pro to, co mohlo vzejít z lidské činnosti těla a mysli. Duha je mýtus… tajný zdroj nevyčerpatelné energie z vesmíru, která se vlévá do lidských kulturních projevů. | “ |

V mytologii starých Slovanů se věří, že když se muž dotkne duhy, je vytažen do nebe a stane se z něj planetník – napůl démonické stvoření, nad kterým má moc bůh hromů a blesků Perun.[zdroj⁠?!]

### Sumerská mytologie
Epos o Gilgamešovi, což byl starověký Sumerský král (cca 3000 př. n. l.), poskytuje první podrobné písemné důkazy o lidské civilizaci. Ve viktoriánském překladu Gilgameše Leonida Hamiltona Epos Ishtar a Izdubar, vidí král Izdubar „barevnou hmotu jako odstíny duhy“, které jsou „božím schválením války“. Později Izdubar vidí „jiskřivé barvy duhového oblouku“ ve fontáně života u Elamova Stromu nesmrtelnosti.
Sumerský bůh země Ninurta, který Sumer brání s lukem a šípy, nosí na hlavě korunu z duhy.

### Severská mytologie
Nejslavnější Duhový most v západní mytologii je Bifröst. Ten spojuje Zemi s Ásgardem, domovem norských bohů. Bifröst mohou použít pouze bohové a ti, kteří byli zabiti v boji. Tento most byl nakonec rozbit ve válce Ragnarök (německy Götterdämmerung, tj. Soumrak bohů). Představa, že duhový most do nebe je dosažitelný pouze dobrým nebo ctnostným lidem, jako jsou například bojovníci, je téma, které se často ve světě mýtu opakuje.
Další teorie, kterou jako první vyslovil amatérský etymolog Christopher Houmann, je to, že s ohledem na společnou historii Indo-evropských národů by Asgard na konci duhy měl mít symbolický význam starověké znalosti čaker a jejich barvy.

### Řecká mytologie
V řeckém starověkém pantheonu je význam bohyně Iris mnohem větší, než by se dalo předpokládat. Tato dcera první generace bohů Élektry a Thaumáse, nosila Iris šaty v duhových barvách. Jako posel bohů létala na zlatých křídlech. Iris se objevuje „rychlosti větru“ v devíti ze čtyřiadvaceti knih Homerovy Ilias.
V řeckých bájích Iris nosí mír nebo štěstí. Jednou měla Iris pro Dia naplnit zlatý džbán svěcenou vodou. Nicméně, stejně jako mnoho řeckých bohů, také Iris neustále hledá lidstvo novou definici. Duha se pro Iris nakonec stala „pouze dopravním prostředkem“, která se jeví být stejně jako duha sama prchavá a nepředvídatelná.

### Australská domorodá mytologie
V australském domorodém bájesloví Aboriginců je hadovitá duha Stvořitel (Kurreah, Andrenjinyi, Yingarna, Ngalyod a jiné), v mytologickém světě Snění – nekonečném časovém období, které začalo stvořením světa a nemá konce. Lidé, zvířata a věčné bytosti, jako je duha – to vše je součástí „Snění“ a každodenní život člověka ovlivňuje snivá nesmrtelnost, a které zná téměř každý australský domorodec. V těchto kmenech, které jsou starší než 50 let, jsou skutečné duhy obrovští, často zlomyslní hadi, kteří obývají oblohu nebo zemi. Tento had má různé názvy v různých kmenech a částečně se mění jeho znaky z pokolení na pokolení.

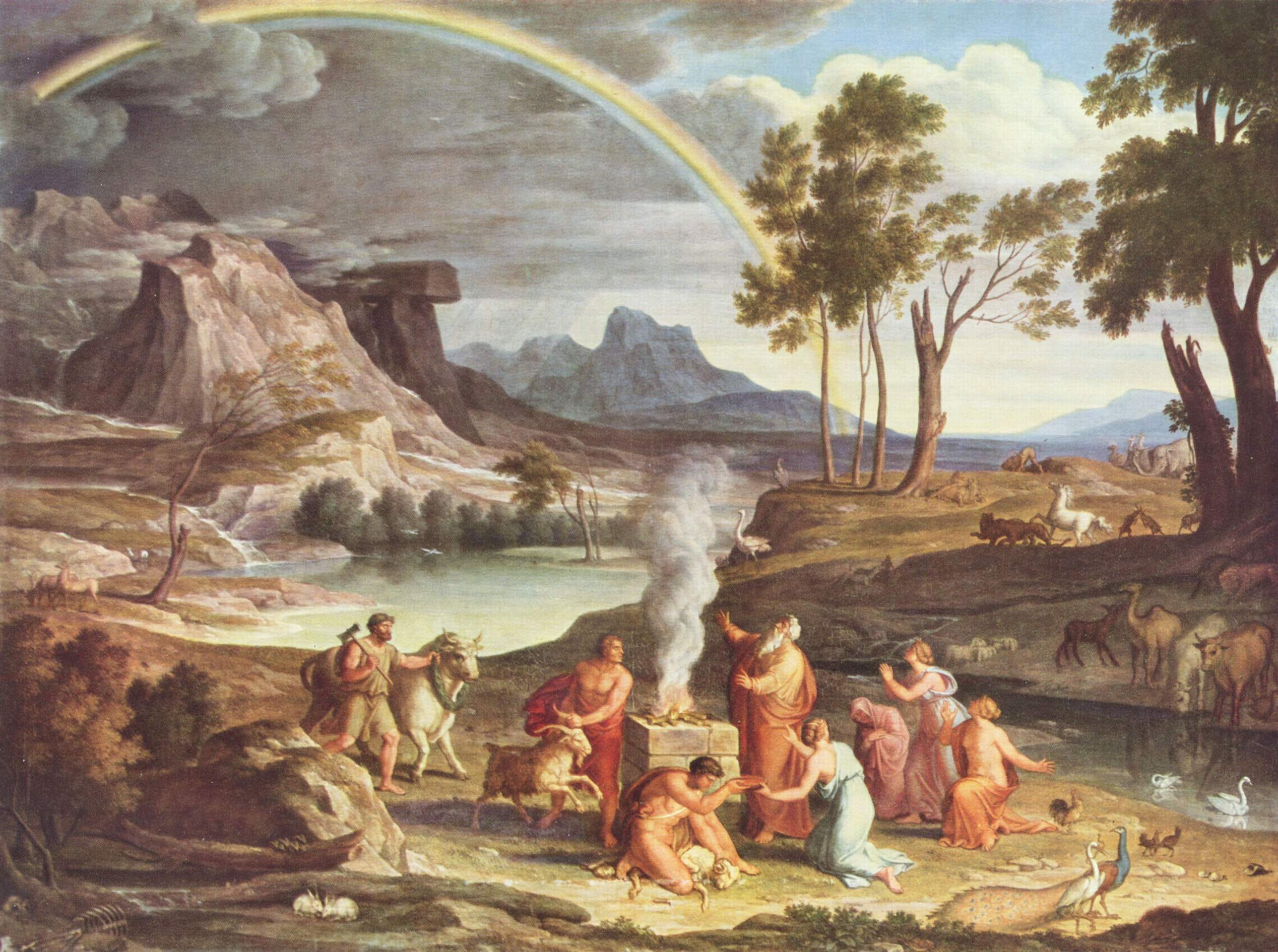
Joseph Anton Koch, Přistání Noeho (1803)

Většina australských kmenů však věří v to, že Duhový had je stvořitelem světa a všech bytostí. Během období sucha sestupuje Duhový had do hlubokého pramene. Dalším společným tématem všech domorodých kmenů je, že Duhový had nemá pohlaví. Duhový had může dát plodnost půdy a úrodu tím, že stvoří déšť, ale může také postihovat lidi slepotou a nemoci. „Domorodá duha znamená lidstvo, protože šíří 'energii' a 'dech', který dává lidem život.“
Ngalyod, prvorozený syn Yingarna, který je tvůrcem Duhového hada Kunwinjku v západní části Arnhemu v Austrálii, vysává vodu v období sucha a plive ji jako déšť během mokré sezóny. Stejně jako Iris, také Ngalyod pomáhá zajistit plodnost deštěm, ale může zničit i život. Yingarna, tvůrce lidí Kunwinjku, je androgyn jako jeho syn Ngalyod. Má rafinovaně ambivalentní formu, je kombinací prvků hada, ryby, krokodýla, sumce, emu a klokana.

### Judaismus
V biblickém příběhu o potopě světa, obsaženém v knize Genesis, je duha popsána jako znamení smlouvy mezi Hospodinem a Noemem, jeho potomstvem a vším živým tvorstvem:
Položil jsem na oblak svou duhu, aby byla znamením smlouvy mezi mnou a zemí. Kdykoli zahalím zemi oblakem a na oblaku se ukáže duha, rozpomenu se na svou smlouvu mezi mnou i vámi i veškerým živým tvorstvem, a vody již nikdy nezpůsobí potopu ke zkáze všeho tvorstva.
Genesis 9,13–15

### Další mytologie

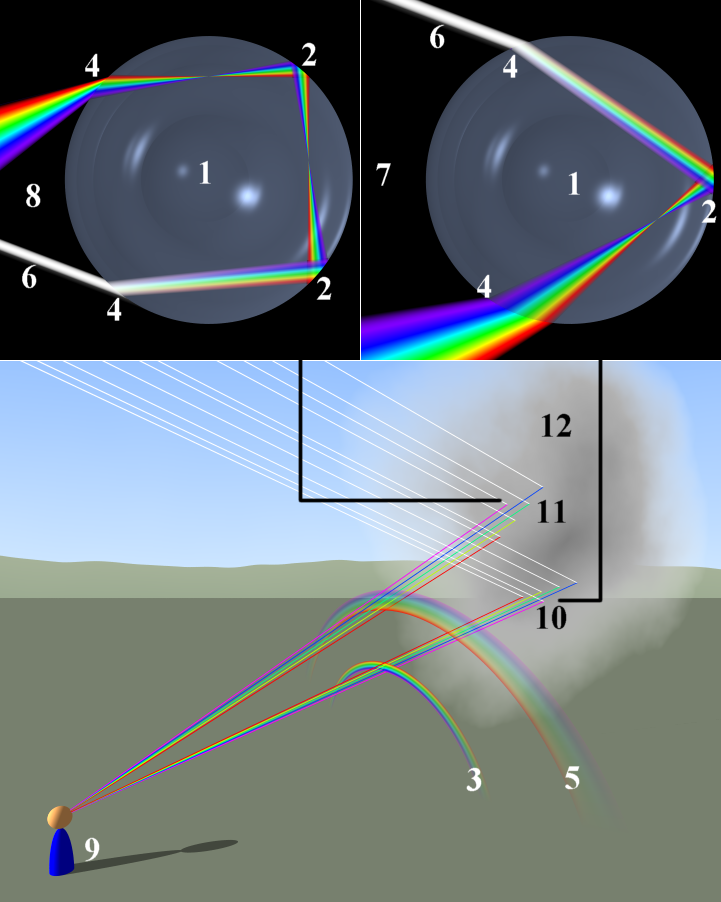
Tvorba duhy

- Duha jako nebeský luk se objevuje ve starobylých hinduistických mytologiích. Indra – hinduistický bůh hromu a války, používá duhu ke střelbě šípů jako blesku – k zabití Asura Vrta – prvotního démonického hada.
- Při stvoření národa Navajo se klenou dvě duhy v páru jako krokve na zenitu a proto je svět tak malý, jelikož hlava a pata duhy se téměř dotýká hlav a nohou mužů.
- V čínském bájesloví jsou Hsienpo a Yingt'ai osudem stíhaní milenci, kteří musí čekat o samotě, dokud se neobjeví duha. Hsienpo je v duze znázorněna červeně a Yingt'ai je barva modrá.
- Sumu v Hondurasu a Nikaragui odkazuje na duhu jako na walasa aniwe – ďábel je rozmrzelý. Tito lidé schovávají své děti, aby duhu neviděly, nebo na ni neukazovaly.
- Fang v africkém Gabonu vnímají duhu v náboženství jako „transcendentální zážitek, když dorazí doprostřed duhy, protože tam je vidět i celý kruh duhy a země, což signalizuje úspěch jejich vize“. Fang také zakazuje dětem se dívat na duhu.
- Buddhisté věří, že duha je „nejvyšší možné dosažitelné, než se dosáhne Nirvány, kde zanikají individuální touhy a vědomí“.
- Karenové (oblast Barma) považují duhu za malovaného a nebezpečného démona, který jí děti.
- Mýtus Izanami a Izanagi jsou muž a žena – tvůrci světa v japonské mytologii, „spustili z nebe plovoucí most na zemi, aby vytvořili z oceánu chaosu půdu“. V mnoha textech je tento most známý jako duha.
- V době starodávného Japonska byla duha často vnímána jako předzvěst neštěstí, protože představuje hada.
- V jižním Gabonu věří, že předkové člověka sestoupili na zemi po duze.
- Šamani sibiřských Burjatů mluví prostřednictvím duhy o stoupání k nebeskému duchovnímu světu.
- V bulharské legendě se říká, že když člověk přijde pod duhu, změní pohlaví: pokud je muž, musí začít myslet jako žena, a je-li žena, musí začít myslet jako muž. Bulhaři také říkají „svítí-li slunce a prší, medvěd se žení“ (hrubě přeložená původní poezie).
- Irská legenda tvrdí, že se na konci duhy nachází „hrnec zlata“, čeká na šťastného člověka, který ho najde. Tento poklad však střeží leprikón.
- Estonský Duhový had, stejně jako Ngalyod, nasává vodu a plive ji pak jako déšť. Na hadím těle má hlavu vola.

### Duhovky
Lidé občas nacházeli na polích keltské platidlo statéry po prudkém dešti, který mince omyl a ty se potom třpytily na slunci. Lidé věřili, že tyto mince padají z duhy nebo se nacházejí tam, kde se duha dotkla země. Proto se jim začalo říkat duhovky. Lidé věřili, že přinášejí štěstí a ochraňují proti nemocem. Také dešťová voda, sbíraná, když je duha, prý léčí všechny nemoci. V Irsku se vypráví, že skřítek leprikón zakope na konci duhy hrnec zlaťáků. Málokomu se však podaří leprikónovu skrýš odhalit, možná i proto, že konce duhy nelze dosáhnout.

## Symbol rozličnosti

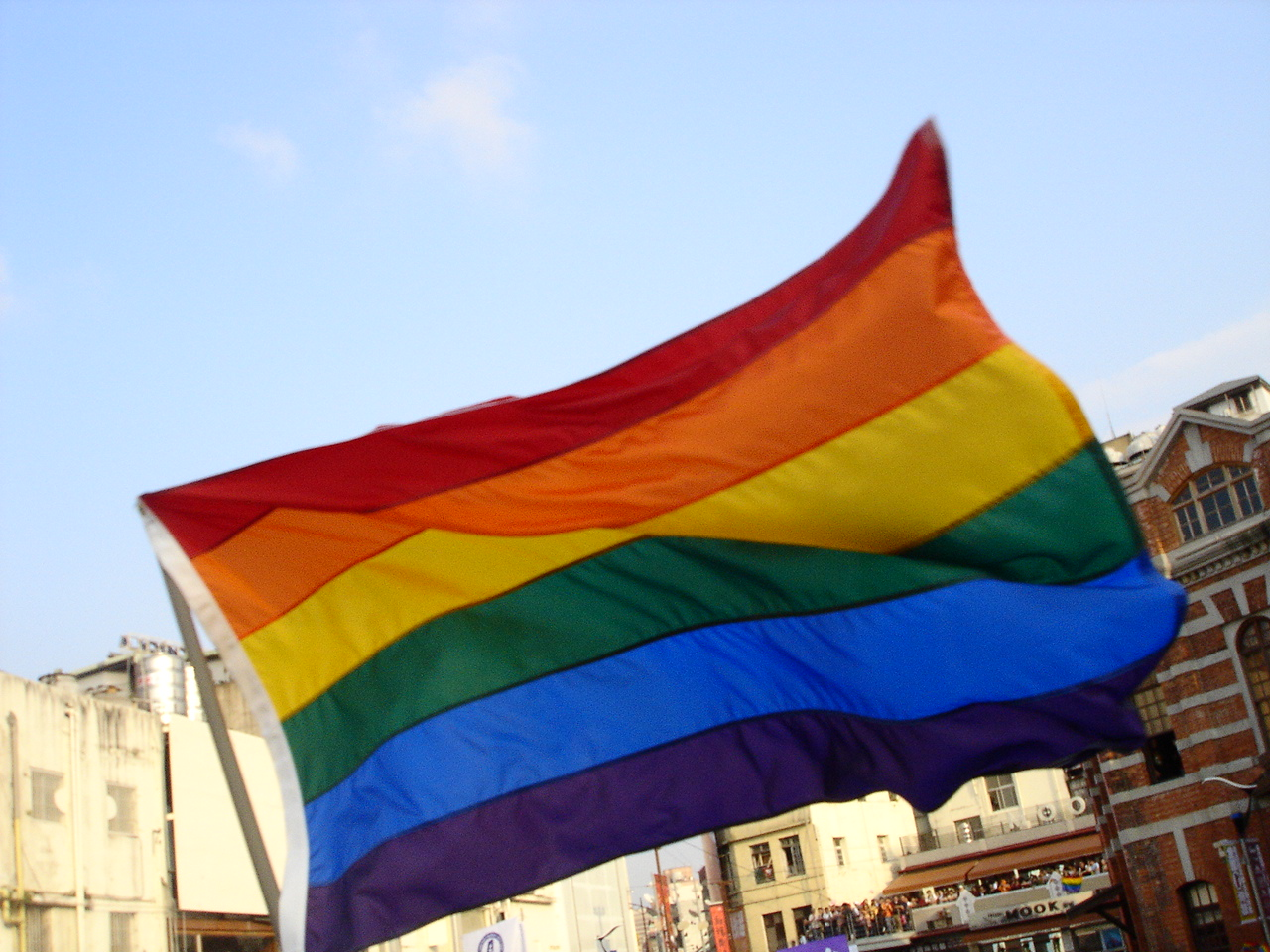
Duhová vlajka

Duha je chápána také jako symbol jednoty v pestrosti a rozličnosti, symbol integrace odlišných lidí, příslušníků menšin. Proto se používá jak jako symbol LGBT hnutí, tak jako symbol integrace mentálně handicapovaných osob. Pestrost přírody a života vyjadřuje duha též v symbolice ekologických hnutí – např. Hnutí Duha patří mezi nejvlivnější česká ekologistická občanská sdružení.
Méně zjevná je souvislost v případě sdružení Duha, které se zabývá volnočasovými aktivitami mládeže, nicméně i to operuje s pestrostí své činnosti, integrací všech skupin dětí i vztahem k přírodě.